# Формула-1 — Гран-прі Китаю 2009
Гран-прі Китаю 2009 року - третій етап чемпіонату світу в класі Формули-1 2009 року, пройшов з 17 по 19 квітня 2009 року на трасі в Шанхаї.